# 田中俊則
田中 俊則（たなか としのり、1985年10月12日 - ）は、三重県松阪市出身のフットサル選手。ポジションはゴレイロ。元フットサル日本代表。

## 経歴

### 学生時代
三重県松阪市出身で、2001年に三重県立四日市中央工業高等学校に進学。2004年1月の全国高等学校サッカー選手権大会準々決勝では、平山相太、兵藤慎剛、渡邉千真らを擁する国見高等学校と対戦し、接戦の末に0-1で敗れている。その後国見高校は決勝で6-0で大勝しており、国見高校を最も苦しめたのは四日市中央工業高校だった。高校卒業後には大阪体育大学に進学し、大阪体育大学学友会サッカー部の同期には西谷良介（デウソン神戸、フウガドールすみだ）が、2学年上には原田浩平（デウソン神戸）や須藤慎一（アグレミーナ浜松）が、1学年下には藤川朋樹（バサジィ大分など）いた。2008年3月に大阪体育大学を卒業。

### デウソン神戸
大阪体育大学在学中にフットサルをはじめ、2007年にFリーグが開幕すると同時にデウソン神戸に加入。2008-09シーズンはセカンドチームであるデウソン神戸アスピランチでプレーしたが、2009-10シーズンは再びトップチームでプレー。2009-10シーズン第22節のシュライカー大阪戦で初めてフル出場した。

### 府中アスレティックFC
2012年に府中アスレティックFCに移籍した。2012-13シーズンの府中は伊藤雅範監督の下で主に村山竜三が起用されたが、2013年に伊藤監督と村山がそろってバサジィ大分に移った。2013-14シーズンは谷本俊介監督の下で田中が正ゴレイロとなり、わずか37失点だった前期はリーグ最少失点を記録した。谷本監督はトシを日本代表クラスのゴレイロであると語り、2013年12月にはミゲル・ロドリゴ監督によって日本代表候補（トレーニングキャンプ）に選出された。
2015年7月のFリーグ オーシャンカップでは、谷本監督によってクロモトと併用された。1日目はクロモト、2日目は田中、準々決勝はクロモト、準決勝は田中というように起用され、決勝の名古屋オーシャンズ戦では前半にクロモト、後半に田中が起用された。クロモトが大会最優秀選手賞を受賞したが、谷本監督は「クロモトも田中もMVP」であるとしてトシを称えた。
2015年9月には2013年以来久々に日本代表候補（大分トレーニングキャンプ）に選出された。11月から12月には藤原潤（バルドラール浦安）や関口優志（エスポラーダ北海道）とともに欧州遠征に参加した。
2021年1月20日2020-2021シーズンを持ちFリーガー現役引退を発表した。府中アスレティックFCは2021年3月31日までの所属となった。同年1月23日に行われたホームラストマッチディビジョン1 第22節Y.S.C.C.横浜戦(アリーナ立川立飛)でゴールを決めた。同年1月31日にディビジョン1第3節ボアルース長野戦(町田市総合体育館)が最後の試合となり先発出場を果たした。自身最後の試合は8-2で勝利を飾ることができた。
DREAM FUTSAL
2021年5月15日東京都1部リーグに所属するDREAM FUTSAL PARKに加入する事が発表された。
SHINAGAWA CITY FUTSAL CLUB
2022年5月5日にFリーガーに現役復帰しF2リーグのSHINAGAWA CITY FUTSAL CLUBに完全移籍で加入する事が発表された。
2023年3月10日にSHINAGAWA CITY FUTSAL CLUBを契約満了により退団する事が発表された。

## 所属クラブ

### サッカー
- 2001-2003 三重県立四日市中央工業高等学校
- 2004-2007 大阪体育大学

### フットサル
- 2007-2012 デウソン神戸（Fリーグ）
  - 2008-2009 デウソン神戸アスピランチ（Fリーグ）
- 2012-2021 府中アスレティックFC（Fリーグ）
- 2021-2022 DREAM FUTSAL PARK(東京都1部リーグ)
- 2022-2023 SHINAGAWA CITY FUTSAL CLUB (Fリーグ)

## タイトル
- 府中アスレティックFC
  - Fリーグ オーシャンカップ : 2015

## 個人成績
| 国内大会個人成績 | 国内大会個人成績 | 国内大会個人成績 | 国内大会個人成績 | 国内大会個人成績 | 国内大会個人成績 | 国内大会個人成績 | 国内大会個人成績 | 国内大会個人成績 | 国内大会個人成績 | 国内大会個人成績 | 国内大会個人成績 |  |  |  |
| 年度             | クラブ           | 背番号           | リーグ           | リーグ戦         | リーグ戦         | リーグ杯         | リーグ杯         | オープン杯       | オープン杯       | 期間通算         | 期間通算         |  |  |  |
| 年度             | クラブ           | 背番号           | リーグ           | 出場             | 得点             | 出場             | 得点             | 出場             | 得点             | 出場             | 得点             |  |  |  |
| 日本             | 日本             | 日本             | 日本             | リーグ戦         | リーグ戦         | オーシャン杯     | オーシャン杯     | 全日本選手権     | 全日本選手権     | 期間通算         | 期間通算         |  |  |  |
| ---------------- | ---------------- | ---------------- | ---------------- | ---------------- | ---------------- | ---------------- | ---------------- | ---------------- | ---------------- | ---------------- | ---------------- |  |  |  |
| 2007-08          | 神戸             | 12               | Fリーグ          |                  |                  |                  |                  |                  |                  |                  |                  |  |  |  |
| 2008-09          | 神戸アスピランチ |                  | 兵庫県           |                  |                  |                  |                  |                  |                  |                  |                  |  |  |  |
| 2009-10          | 神戸             | 12               | Fリーグ          |                  |                  |                  |                  |                  |                  |                  |                  |  |  |  |
| 2010-11          | 神戸             | 12               | Fリーグ          |                  |                  |                  |                  |                  |                  |                  |                  |  |  |  |
| 2011-12          | 神戸             | 12               | Fリーグ          |                  |                  |                  |                  |                  |                  |                  |                  |  |  |  |
| 2012-13          | 府中             | 1                | Fリーグ          |                  |                  |                  |                  |                  |                  |                  |                  |  |  |  |
| 2013-14          | 府中             | 1                | Fリーグ          | 33               | 0                |                  |                  |                  |                  |                  |                  |  |  |  |
| 2014-15          | 府中             | 1                | Fリーグ          | 31               | 1                |                  |                  |                  |                  |                  |                  |  |  |  |
| 通算             | 府中             | 1                | Fリーグ          | 日本             | 日本             | Fリーグ          |                  |                  |                  |                  |                  |  |  |  |
| 通算             | 日本             |                  |                  |                  |                  |                  |                  |                  |                  |                  |                  |  |  |  |
| 総通算           |                  |                  |                  |                  |                  |                  |                  |                  |                  |                  |                  |  |  |  |